# Global Poker Awards

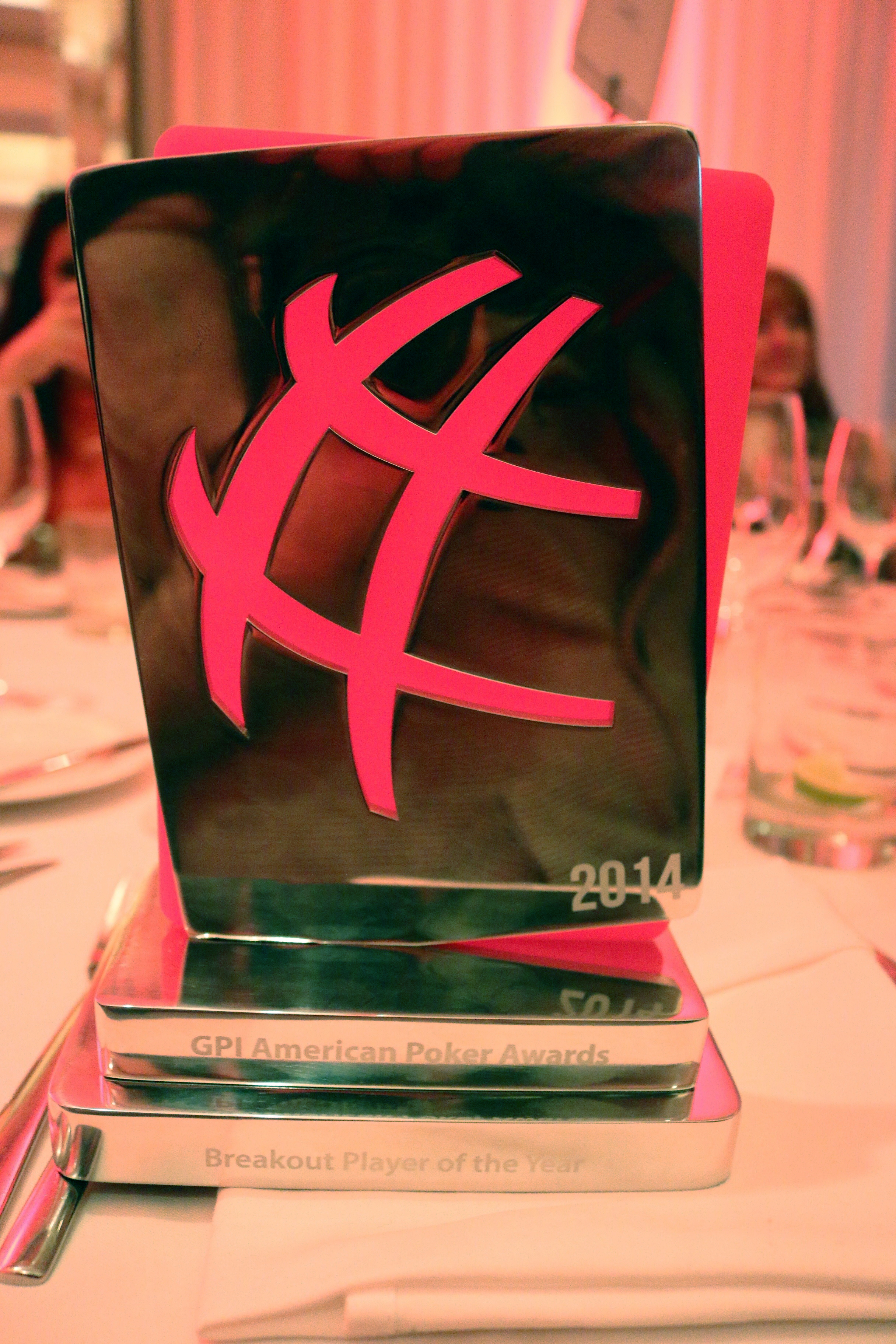
Ein Preis im Februar 2015

Die Global Poker Awards sind eine Preisverleihung für Pokerspieler und -funktionäre. Nachdem einmal jährlich von 2001 bis 2016 die European Poker Awards sowie von 2015 bis 2018 die American Poker Awards verliehen worden waren, findet seit 2019 jährlich eine gemeinsame Verleihung unter dem Namen Global Poker Awards statt.

## Geschichte
Die Poker Awards werden vom Global Poker Index veranstaltet. Bei der Preisverleihung werden Pokerspieler und -funktionäre jeweils in verschiedenen Kategorien für ihre Leistungen im vergangenen Jahr geehrt. Die European Poker Awards wurden erstmals 2001 verliehen, dabei erhielten fünf Spieler eine Auszeichnung. Den Award als Player of the Year erhält stets der Spieler, der im vergangenen Jahr die meisten Punkte im Global Poker Index gesammelt hat. Die letzte Verleihung der European Poker Awards fand 2016 statt.
Die American Poker Awards wurden erstmals Ende Februar 2015 in Beverly Hills verliehen. Moderatorin der Veranstaltung war bis 2017 Kara Scott, die bei der Veranstaltung im Februar 2016 selbst als Poker Presenter of the Year ausgezeichnet wurde. Bei der letzten Vergabe der American Poker Awards im Februar 2018 wurde Scott aufgrund ihrer Schwangerschaft von Lynn Gilmartin vertreten.
Am 5. April 2019 fand in Zusammenarbeit mit Poker Central die erste Verleihung der Global Poker Awards statt, bei der die European und American Poker Awards zusammengelegt wurden. 2021 gab es aufgrund der COVID-19-Pandemie keine Verleihung.

## Preisträger

### European Poker Awards

#### 2001
- Player of the Year: Marcel Lüske
- Tournament Performance of the Year: Simon Trumper
- Rookie of the Year: Alexander Krawtschenko
- Poker Staff Person of the Year: Thomas Kremser
- Lifetime Achievement Award: Pascal Perrault

#### 2002
- Player of the Year: Gary Bush
- Tournament Performance of the Year: Barny Boatman
- Rookie of the Year: Kirill Gerassimow
- Poker Staff Person of the Year: Adele Brujin
- Lifetime Achievement Award: Liam Flood

#### 2003
- Player of the Year: Dave Colclough
- Tournament Performance of the Year: Gus Hansen
- Rookie of the Year: Juha Helppi
- Poker Staff Person of the Year: Teresa Nousiainen
- Lifetime Achievement Award: Lucy Rokach

#### 2004
- Player of the Year: Marcel Lüske
- Tournament Performance of the Year: Martin De Knijff
- Rookie of the Year: Jani Sointula
- Poker Staff Person of the Year: Andres Burget
- Lifetime Achievement Award: Dave Ulliott

#### 2005
- Player of the Year: Rob Hollink
- Tournament Performance of the Year: Rob Hollink
- Rookie of the Year: Patrik Antonius
- Poker Staff Person of the Year: Sabine Hazoume
- Lifetime Achievement Award: Dave Colclough

#### 2006
- Player of the Year: Roland De Wolfe
- Tournament Performance of the Year: Victoria Coren
- Rookie of the Year: Mats Iremark
- Poker Staff Person of the Year: Roy Houghton
- Lifetime Achievement Award: John Duthie

#### 2007
- Player of the Year: Alexander Krawtschenko
- Leading Lady of the Year Award: Katja Thater
- Tournament Performance of the Year: Annette Obrestad
- Rookie of the Year: Søren Kongsgaard
- Poker Staff Person of the Year: Madeleine Harper
- Poker Innovation or Initiative of the Year: Robert Gardner
- Lifetime Achievement Award: Thomas Kremser

#### 2008
- Player of the Year: Bertrand Grospellier
- Leading Lady of the Year Award: Sandra Naujoks
- Tournament Performance of the Year: Peter Eastgate
- Rookie of the Year: Ivan Demidow
- Poker Staff Person of the Year: Jonathan Raab
- Poker Innovation or Initiative of the Year: Robert Yong
- Lifetime Achievement Award: Marcel Lüske

#### 2009
- Player of the Year: Witali Lunkin
- Leading Lady of the Year Award: Sandra Naujoks
- Tournament Performance of the Year: Jeff Lisandro
- Rookie of the Year: Antoine Saout
- Online Player of the Year: Patrik Antonius
- Poker Staff Person of the Year: Tony G
- Poker Innovation or Initiative of the Year: Edgar Stuchly
- Lifetime Achievement Award: Bruno Fitoussi

#### 2010
- Player of the Year: Jake Cody
- Leading Lady of the Year Award: Liv Boeree
- Tournament Performance of the Year: James Bord
- Rookie of the Year: Jake Cody
- Online Player of the Year: Andreas Torbergsen
- Poker Staff Person of the Year: Gerard Serra Retamero
- Poker Personality of the Year: Tony G
- Lifetime Achievement Award: Nic Szeremeta

#### 2011
- Player of the Year: Sam Trickett
- Leading Lady of the Year Award: Natalya Nikitina
- Tournament Performance of the Year: Pius Heinz
- Rookie of the Year: Andrei Pateitschuk
- Online Player of the Year: Ilari Sahamies
- Event of the Year: World Series of Poker Europe 2011
- Poker Staff Person of the Year: Warren Lush
- Poker Personality of the Year: Bertrand Grospellier
- Lifetime Achievement Award: Jesse May

#### 2012
- GPI Player of the Year: Marvin Rettenmaier
- Leading Lady of the Year Award: Lucille Cailly
- Tournament Performance of the Year: Davidi Kitai
- Rookie of the Year: Ole Schemion
- Online Player of the Year: Jens Kyllönen
- Event of the Year: European Poker Tour Barcelona
- Poker Staff Person of the Year: Simon Trumper
- Poker Personality of the Year: Kara Scott
- Lifetime Achievement Award: Gus Hansen
- Austrian Player of the Year: Ivo Donev
- Belgian Player of the Year: Davidi Kitai
- Finnish Player of the Year: Juha Helppi
- French Player of the Year: Bertrand Grospellier
- German Player of the Year: Marvin Rettenmaier
- Irish Player of the Year: Dermot Blain
- Italian Player of the Year: Andrea Dato
- Spanish Player of the Year: César García
- UK Player of the Year: Roberto Romanello

#### 2013
- GPI Player of the Year: Ole Schemion
- Leading Lady of the Year Award: Ana Márquez
- Tournament Performance of the Year: Philipp Gruissem
- Rookie of the Year: Adrián Mateos
- Online Player of the Year: Toby Lewis
- Event of the Year: FTP Galway Festival
- Industry Person of the Year: Neil Johnson
- Poker Personality of the Year: Roger Hairabedian
- Lifetime Achievement Award: Barny Boatman
- Belgian Player of the Year: Davidi Kitai
- Dutch Player of the Year: Govert Metaal
- Finnish Player of the Year: Joni Jouhkimainen
- French Player of the Year: Benjamin Pollak
- Irish Player of the Year: Dermot Blain
- Italian Player of the Year: Dario Sammartino
- Spanish Player of the Year: Adrián Mateos
- UK Player of the Year: Stephen Chidwick

#### 2014
- GPI Player of the Year: Ole Schemion
- GPI Female Player of the Year: Liv Boeree
- Tournament Performance of the Year: Martin Jacobson
- Breakout Player of the Year: Jack Salter
- Event of the Year (Buy-in unter 2000 Euro): Battle of Malta
- Event of the Year (Buy-in über 2000 Euro): European Poker Tour Vienna Main Event
- Industry Person of the Year: Leon Tsoukernik
- Poker’s Best Ambassador: George Danzer
- Charitable Initiative of the Year: Raising for Effective Giving Charity
- Media Content of the Year: Victor Saumont (für „Nosebleed“)
- Media Person of the Year: Marc Convey
- Poker Innovation or Initiative of the Year: Unibet (für das Eröffnen ihrer Onlinepoker-Plattform)
- Lifetime Achievement Award: Pierre Neuville
- French Player of the Year: Erwann Pecheux
- Irish Player of the Year: Dermot Blain
- Italian Player of the Year: Mustapha Kanit
- Polish Player of the Year: Dominik Pańka
- Russian Player of the Year: Anatoli Filatow
- Spanish Player of the Year: Adrián Mateos
- UK Player of the Year: Oliver Price
- Ukrainian Player of the Year: Eugene Katschalow

#### 2015
- GPI Player of the Year: Fedor Holz
- GPI Female Player of the Year: Liv Boeree
- Tournament Performance of the Year: Adrián Mateos
- Breakout Player of the Year: Dzmitry Urbanovich
- Event of the Year (Buy-in unter 2000 Euro): Norwegian Championships Norway Cup
- Event of the Year (Buy-in über 2000 Euro): European Poker Tour Barcelona Main Event
- Moment of the Year: John Gale (für sein Comeback nach drei Jahren)
- Media Content of the Year: Devilfish: A Friend with a Heart of Gold
- Industry Person of the Year: Hermance Blum
- Media Content of the Year: Jesse May
- Media Person of the Year: Remko Rinkema
- Poker Innovation or Initiative of the Year: Norwegian Championship broadcast
- Jury Award: Neil Stoddart

### American Poker Awards

#### 2014

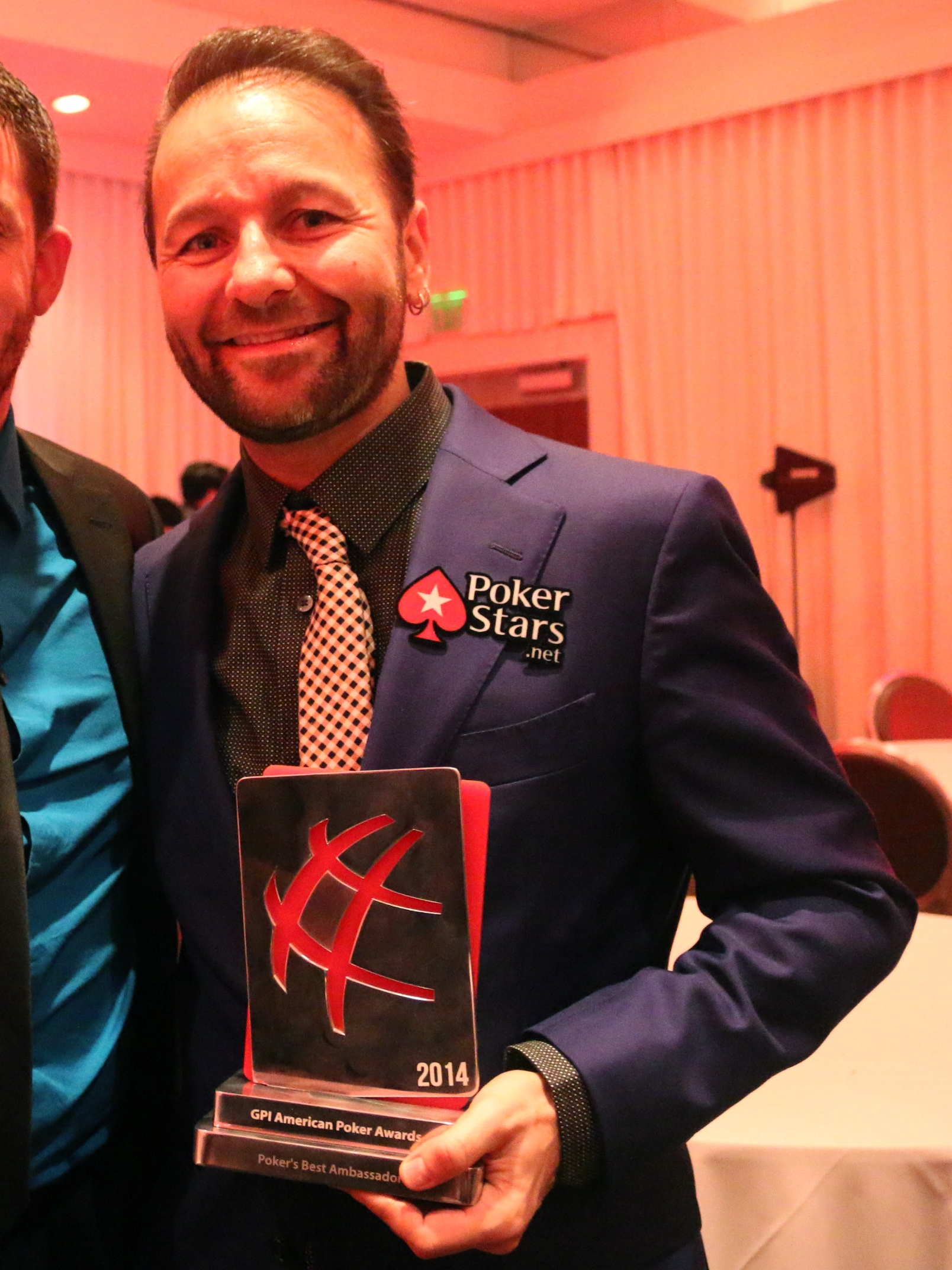
Daniel Negreanu mit seiner Auszeichnung als „Poker’s Best Ambassador“

Die Verleihung fand am 27. Februar 2015 im SLS Hotel in Beverly Hills statt. Folgende Preise wurden vergeben:
- GPI Player of the Year: Daniel Colman
- GPI Female Player of the Year: Vanessa Selbst
- Breakout Player of the Year: Brandon Shack-Harris
- Lifetime Achievement Award: Steve Lipscomb (Gründer der World Poker Tour)
- Industry Person of the Year: Adam Pliska (Präsident der World Poker Tour)
- Poker’s Best Ambassador: Daniel Negreanu
- Media Person of the Year: Chris Grove (Reporter von Onlinepoker)
- Tournament Performance of the Year: Mark Newhouse (beim Main Event der World Series of Poker)
- Media Content of the Year: Brad Willis (für die PokerStars-Blogs „WSOP 2014: Stages / Never Stop Fighting“)
- Event of the Year (Buy-in über 2000 US-Dollar): Main Event der World Series of Poker 2014
- Event of the Year (Buy-in unter 2000 US-Dollar): Monster Stack der World Series of Poker 2014
- Charitable Initiative of the Year: „All In“ for Kids Poker Tournament Presented by CHOP & WPT Foundation
- Innovation of the Year: Twitch (für Livestream-Poker)

#### 2015
Die Verleihung fand am 25. Februar 2016 erneut im SLS Hotel statt. Folgende Preise wurden vergeben:
- GPI Player of the Year: Byron Kaverman
- GPI Female Player of the Year: Kelly Minkin
- Lifetime Achievement Award: Mike Sexton
- Award for Contributions to the Industry: Kevin Mathers
- Media Person of the Year: Donnie Peters
- Industry Person of the Year: Matt Savage (Gründer der Tournament Directors Association und Geschäftsführer der World Poker Tour)
- Tournament Performance of the Year: Anthony Zinno (beim L.A. Poker Classic der World Poker Tour)
- Breakout Performance of the Year: Joshua Beckley
- Event of the Year (Buy-in über 2000 US-Dollar): Seminole Hard Rock Poker Showdown der World Poker Tour
- Event of the Year (Buy-in unter 2000 US-Dollar): The Colossus der World Series of Poker 2015
- Charitable Initiative of the Year: Charity Series of Poker (entgegengenommen von Matt Stout)
- Poker Presenter of the Year: Kara Scott
- Poker Moment of the Year: Daniel Negreanu (wurde 11. im Main Event der World Series of Poker)
- Poker Media Content of the Year: Joe Giron (für sein Foto von Daniel Negreanu)
- Poker Innovation or Initiative of the Year: Erstaustragung eines Onlinepokerturniers bei der World Series of Poker 2015

#### 2016
Die Verleihung fand am 23. Februar 2017 erneut im SLS Hotel statt. Folgende Preise wurden vergeben:
- GPI Player of the Year: David Peters
- GPI Female Player of the Year: Cate Hall
- WSOP Player of the Year: Jason Mercier
- Breakout Performance of the Year: Maurice Hawkins
- Tournament Performance of the Year: Ari Engel (im Main Event der Aussie Millions Poker Championship)
- Moment of the Year: Jason Mercier (für seine Leistung bei der World Series of Poker 2016)
- Industry Person of the Year: Sean McCormack (Pokerdirektor im Aria Resort & Casino)
- Media Person: Joe Stapleton
- Media Content: Lance Bradley (für „Bob, Charlie And A Life-Changing WSOP Main Event“)
- Podcast: Joe Ingram (für „Poker Life Podcast“)
- Twitch Streamer: Jason Somerville
- Event of the Year: Super High Roller Bowl
- Mid-Major Circuit of the Year: Circuitturniere der World Series of Poker
- Lifetime Achievement Award: Mori Eskandani (Produzent von Poker After Dark, High Stakes Poker und der National Heads-Up Poker Championship)
- Jury Prize: Matt Savage
- PocketFives Legacy Award: Cliff Josephy
- The Hendon Mob Award: John Holley (für die meisten Cashes im Hendon Mob)
- Charitable Initiative of the Year: Dan Smith (für „Charity Run“)

#### 2017
Die Verleihung fand am 22. Februar 2018 im Andaz West Hollywood in Los Angeles statt. Folgende Preise wurden vergeben:
- GPI American Player of the Year: Bryn Kenney
- GPI Female Player of the Year: Kristen Foxen
- Breakout Player of the Year: Artur Papazyan
- Tournament Performance of the Year: Scott Blumstein (beim Main Event der World Series of Poker)
- Moment of the Year: Ema Zajmović (bei der WPT Playground)
- Event of the Year: partypoker Millions North America
- Mid-Major Circuit of the Year: WPTDeepStacks
- Journalist of the Year: Lance Bradley
- Broadcaster of the Year: Nick Schulman
- Media Content of the Year: Dead Money
- Podcast of the Year: PokerCentral Podcast
- Video Blogger of the Year: Andrew Neeme
- Poker Streamer of the Year: Jaime Staples
- Industry Person of the Year: Matt Savage
- Poker’s Biggest Influencer of the Year: Cary Katz
- Award for Lifetime Achievement in Poker: Norman Chad & Lon McEachern
- Charitable Initiative of the Year: One Step Closer Foundation
- Jury Prize: Eric Danis
- PocketFives Legacy Award: Ari Engel
- People’s Choice Award: Andrew Neeme

### Global Poker Awards

#### 2018

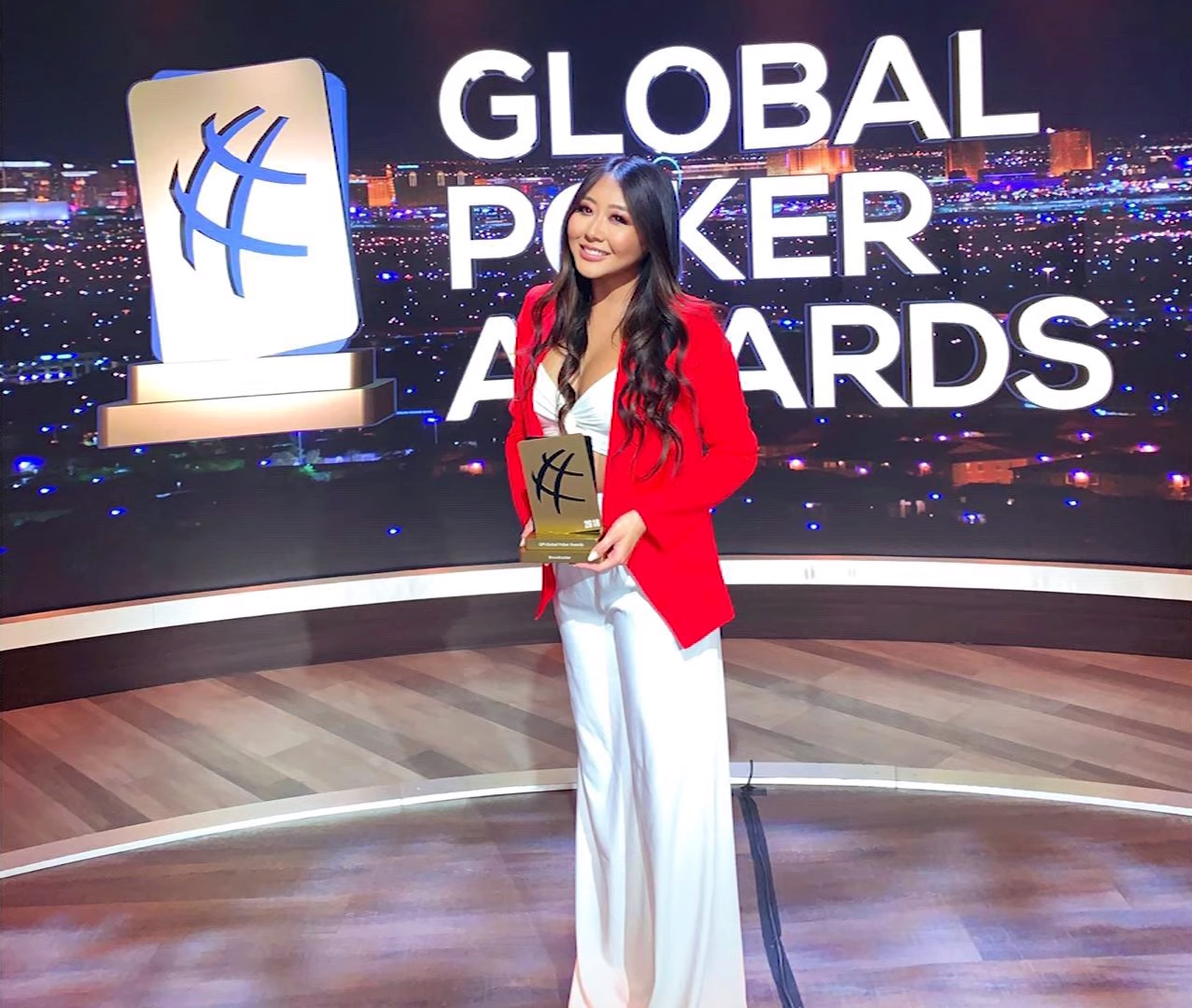
Maria Ho mit ihrer Auszeichnung als „Broadcaster of the Year“

Die erste Vergabe fand am 5. April 2019 im Aria Resort & Casino am Las Vegas Strip statt. Die folgenden 20 Auszeichnungen wurden verliehen:
- GPI Poker Player of the Year: Alex Foxen
- GPI Female Player of the Year: Kristen Foxen
- Tournament Performance of the Year: John Cynn (beim Main Event der World Series of Poker)
- Breakout Player of the Year: Almedin Imširović
- Streamer of the Year: Lex Veldhuis
- Vlogger of the Year: Andrew Neeme
- Podcast of the Year: David Lappin, Dara O’Kearney (für „The Chip Race Poker Podcast“)
- Broadcaster of the Year: Maria Ho
- Poker Journalist of the Year: Sarah Herring
- Media Content of the Year: Lance Bradley (für sein Buch „The Pursuit of Poker Success“)
- Industry Person of the Year: Angelica Hael (Vizepräsidentin der World Poker Tour)
- Tournament Director of the Year: Paul Campbell (Aria Resort & Casino)
- Mid-Major Tour/Circuit of the Year: RUNGOOD Poker Series
- Event of the Year: Main Event der World Series of Poker
- Moment of the Year: Justin Bonomo (beim Big One for One Drop)
- Award for Lifetime Achievement in Poker: Doyle Brunson
- Charitable Initiative: Robbie Strazynski (für seine Kampagne „Run Well“)
- Jury Prize: Drew Amato
- PocketFives Legacy Award: Chris Moorman
- People’s Choice Award for Poker Personality of the Year: Brad Owen

#### 2019
Die zweite Vergabe fand am 6. März 2020 statt und wurde live auf dem kostenpflichtigen Streamingportal PokerGO gezeigt. Die folgenden 23 Auszeichnungen wurden verliehen:
- GPI Poker Player of the Year: Alex Foxen
- GPI Female Player of the Year: Kristen Foxen
- Final Table Performance of the Year: Phillip Hui (bei der Poker Player’s Championship)
- Breakout Player of the Year: Robert Campbell
- Player’s Choice for Toughest Opponent of the Year: Stephen Chidwick
- People’s Choice Award for Poker Personality of the Year: Jonathan Little
- People’s Choice for Hand of the Year: Ryan Riess (für seinen korrekten Call mit 10 hoch beim Main Event der European Poker Tour in Monte-Carlo)
- Twitter Personality of the Year: Jamie Kerstetter
- Streamer of the Year: Lex Veldhuis
- Vlogger of the Year: Andrew Neeme
- Podcast of the Year: Jennifer Shahade (für „The Grid“)
- Broadcaster of the Year: Nick Schulman
- Journalist of the Year: Joey Ingram
- Media Content of the Year (Written): Martin Harris (für sein Buch „Poker and Pop Culture“)
- Media Content of the Year (Photo): Drew Amato (für sein Bild von Dario Sammartino beim WSOP-Main-Event)
- Media Content of the Year (Video): Joey Ingram (für sein Video „Investigating Mike Postle Hand Histories from Stones Live“)
- Industry Person of the Year: Paul Phua (für Triton Poker)
- Tournament Director of the Year: Matt Savage (World Poker Tour)
- Mid-Major Tour/Circuit of the Year: Rungood Poker Series
- Event of the Year: PokerStars Players Championship
- Award of Merit: Pokerturnier-Livereporter
- Poker Icon Award: Johnny Chan
- Hendon Mob Award: John Cernuto

#### 2021
Die dritte Vergabe fand am 18. Februar 2022 statt und wurde live auf PokerGO und YouTube gezeigt. Die folgenden 26 Auszeichnungen wurden verliehen:
- GPI Poker Player of the Year: Almedin Imširović
- GPI Female Player of the Year: Nadya Magnus
- GPI Mid Major Player of the Year: David Mzareulov
- PokerGO Tour Player of the Year: Almedin Imširović
- Best Final Table Performance: Adam Friedman (bei der Dealer’s Choice 6-Max Championship)
- GPI Breakout Player: Johan Guilbert
- Player’s Choice for Toughest Opponent: Almedin Imširović
- Fan’s Choice for Poker Personality: Masato Yokosawa
- Fan’s Choice for Best Hand: Doug Polk (für seinen korrekten Fold gegen Phil Hellmuth bei High Stakes Poker)
- Fan’s Choice for Best Trophy: Mike Sexton WPT Champions Cup
- Twitter Personality: Jamie Kerstetter
- Best Streamer: Benjamin Spragg
- Best Vlogger: Brad Owen
- Best Podcast: James Hartigan, Joe Stapleton (für „Poker in the Ears“)
- Best Broadcaster: Jeff Platt
- Best Live Reporter: Christian Zetzsche
- Best Media Content (Written): Lance Bradley (für „Isai Scheinberg: His Company, His Legacy,  and How Black Friday Impacted Both“)
- Best Media Content (Photo): Enrique Malfavon (für „The WSOP Main Event Bubble Bursts“)
- Best Media Content (Video): Remko Rinkema (für „Run it Back with Stefanie Ungar“)
- Best Industry Person: Matt Savage (World Poker Tour)
- Best Tournament Director: Paul Campbell (Aria Resort & Casino)
- Best Event: Main Event der World Series of Poker
- GPI Award of Merit: Maria Konnikova
- Poker Icon Award: Mike Sexton
- Hendon Mob Award: Kevin Mathers
- Charitable Initiative: Veronica Brill

#### 2022
Am 3. März 2023 fand im PokerGO Studio im Aria Resort & Casino zum vierten Mal die Vergabe statt. Die folgenden 27 Auszeichnungen wurden verliehen:
- GPI Player of the Year: Stephen Song
- GPI Female Player of the Year: Cherish Andrews
- GPI Mid Major Player of the Year: Stephen Song
- Final Table Performance: Daniel Cates (bei der Poker Player’s Championship)
- PokerGO Tour Player of the Year: Stephen Chidwick
- Breakout Player: Angela Jordison
- Players Choice for Toughest Opponent: Stephen Chidwick
- Fan’s Choice for Poker Personality: Ethan Yau
- Fan’s Choice for Best Hand: Robbi Jade Lew (für ihren Call mit Bube hoch gegen Garrett Adelstein)
- Fan’s Choice for Best Trophy: Bracelet des WSOP-Main-Events
- Fan’s Choice for Best Live Stream: Hustler Casino Live
- Twitter Personality: Will Jaffe
- Best Streamer: Kevin Martin
- Best Vlogger: Ethan Yau
- Best Podcast: Matt Berkey, Melissa Schubert und Landon Tice (für „Only Friends Podcast“)
- Best Broadcaster: James Hartigan
- Media Content (Written): Jennifer Shahade (für „How Becoming a Poker Pro Helped Me Accept a Personal Tragedy“ im „Wall Street Journal“)
- Media Content (Photo): Hayley Hochstetler (für „Glantz Pulls Million Dollar Bounty“)
- Media Content (Video): Greg Liow (für „Poker vlogger who doesn’t understand that the voice over is done in post“)
- Industry Person: Jack Effel (World Series of Poker)
- Tournament Director: Ray Pulford (Wynn Las Vegas)
- Best Event: WPT World Championship at Wynn Las Vegas
- Mid-Major Tour/Circuit: RunGOOD Poker Series
- Poker Icon: Gabe Kaplan
- Charitable Initiative: Shane Warne (für „Star Gold Coast“)
- Comeback Player: Phil Ivey
- Rising Star in Content Creation: Caitlin Comeskey

## Mehrfache Preisträger

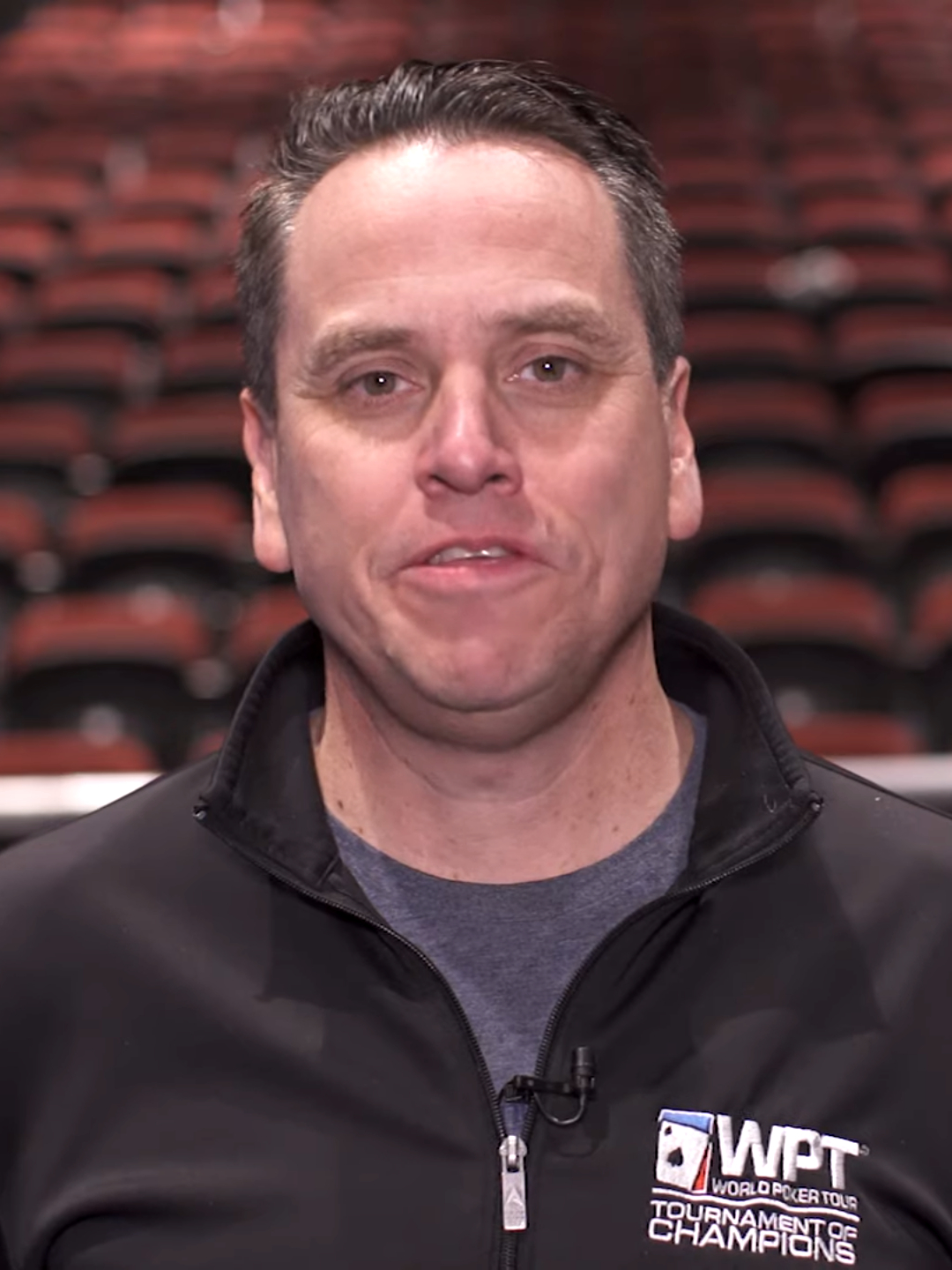
Matt Savage (2019)

Es wurden bislang 33 Spieler  zweimal ausgezeichnet. Darunter befinden sich mit Jamie Kerstetter, Sandra Naujoks, Kara Scott und Jennifer Shahade vier Frauen sowie mit Rob Hollink (2005), Jake Cody (2010), Marvin Rettenmaier (2012), Jason Mercier (2016), Stephen Song (2022) und Ethan Yau (2022) sechs Spieler, die beide Titel in einem Jahr gewannen. 8 Spieler wurden dreifach geehrt, 5 Spieler vierfach. Rekordtitelträger ist Matt Savage, der fünffach ausgezeichnet wurde.
| Titel | Person               | Herkunft                | Jahre                        |
| ----- | -------------------- | ----------------------- | ---------------------------- |
| 5     | Matt Savage          | Vereinigte Staaten      | 2015, 2016, 2017, 2019, 2021 |
| 4     | Lance Bradley        | Kanada                  | 2016, 2017, 2018, 2021       |
| 4     | Stephen Chidwick     | Vereinigtes Konigreich  | 2013, 2019, 2022 (2)         |
| 4     | Almedin Imširović    | Bosnien und Herzegowina | 2018, 2021 (3)               |
| 4     | Adrián Mateos        | Spanien                 | 2013 (2), 2014, 2015         |
| 4     | Andrew Neeme         | Vereinigte Staaten      | 2017 (2), 2018, 2019         |
| 3     | Dermot Blain         | Irland                  | 2012, 2013, 2014             |
| 3     | Liv Boeree           | Vereinigtes Konigreich  | 2010, 2014, 2015             |
| 3     | Kristen Foxen        | Kanada                  | 2017, 2018, 2019             |
| 3     | Bertrand Grospellier | Frankreich              | 2008, 2011, 2012             |
| 3     | Joey Ingram          | Vereinigte Staaten      | 2016, 2019 (2)               |
| 3     | Davidi Kitai         | Belgien                 | 2012 (2), 2013               |
| 3     | Marcel Lüske         | Niederlande             | 2001, 2004, 2008             |
| 3     | Ole Schemion         | Deutschland             | 2012, 2013, 2014             |